# Coenosia procera
Coenosia procera är en tvåvingeart som beskrevs av Stein 1911. Coenosia procera ingår i släktet Coenosia och familjen husflugor. Inga underarter finns listade i Catalogue of Life.